# Alexander Iljitsch Dutow

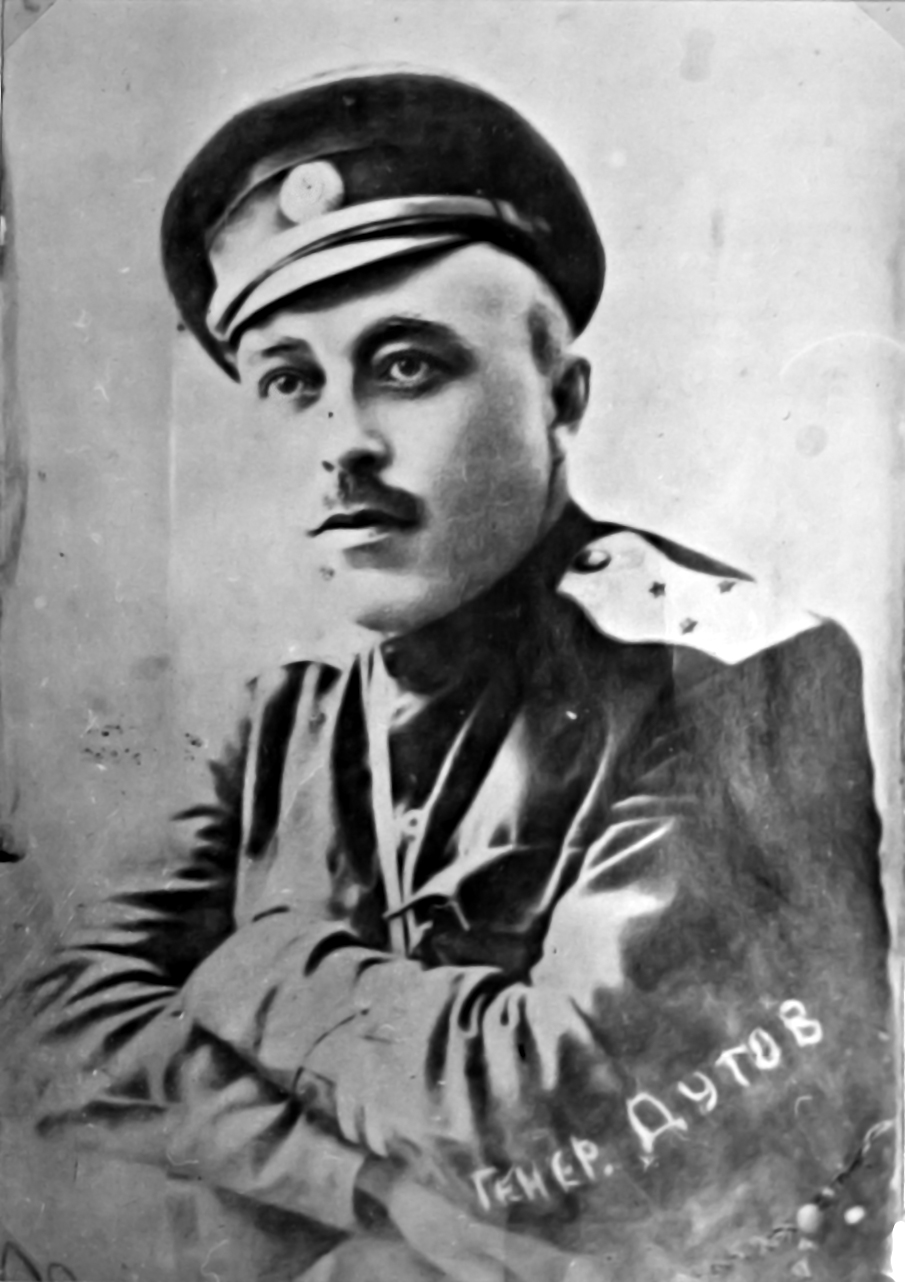
Alexander Dutow (1918)

Alexander Iljitsch Dutow (russisch Александр Ильич Дутов; * 5. Augustjul. / 17. August 1879greg. in Kasalinsk, Russisches Kaiserreich; † 7. März 1921 in Suydun, Republik China) war Führer der Kosakeneinheiten, die während des russischen Bürgerkriegs im Ural auf Seiten der Weißen kämpften. Seit 1919 bekleidete er den Rang eines Generalleutnants. 
Seine militärische Ausbildung in der Armee, die er im Jahre 1908 erfolgreich abschloss, erhielt er an der Nikolajewski-Kavallerieschule sowie an der Generalstabsakademie. Während des Ersten Weltkrieges war er von 1914 bis 1917 stellvertretender Kommandeur eines Kosakenregiments. Nach der Februarrevolution, wurde Dutow im Juni 1917 zum Vorsitzenden der sogenannten allrussischen Vereinigung der Kosaken ernannt. Danach übernahm er das Amt des Leiters der Armeeverwaltung und wurde im September 1917 Ataman der in der Umgebung von Orenburg stationierten Kosakenarmee.
Im November 1917 zettelte er in Orenburg eine Revolte gegen die lokalen bolschewistischen Machthaber an, die gemeinhin als Dutow-Revolte bekannt geworden ist. Im Juni 1918 versuchte er dann mit Hilfe der Tschechoslowakischen Legionen die bolschewistische Administration im Uralgebiet auszulöschen. Zu dieser Zeit war er Befehlshaber des nach Orenburg abkommandierten Teils der Armee des Admirals Koltschak, einem der Hauptführer der Weißen.
Nachdem sich das Kriegsglück der Roten Armee zugewandt hatte, verhalf er 1920 diversen prominenten Weißen zur Flucht nach China. Zu diesen gehörte auch Balabanow, der vormalige Verwalter von Semiretschensk. Schließlich musste Dutow nach seiner  Niederlage gegen die Rote Armee auch selbst nach China fliehen. Im März 1921 wurde er im chinesischen Exil von dem bolschewistischen Agenten Chadschamirow (Махмуд Хаджамиров) ermordet.